# Tokyo Sungoliath
Tokyo Sungoliath (anteriormente conocido como Suntory Sungoliath) es un equipo de rugby de Japón con sede en la ciudad de Fuchū, Tokio.
Participa en la Japan Rugby League One, el principal torneo de rugby de Japón,.

## Historia
Fue fundado en abril de 1980, bajo el alero de la empresa de bebidas Suntory.

## Palmarés
- Japan Rugby League One (5): 2008, 2012,[2] 2013, 2017 y 2018
- All-Japan Championship (6): 1996, 2002, 2011, 2012, 2013 y 2017
- Microsoft Cup (1): 2007-08
- All-Japan Company Championship (3): 1995, 2001, 2002